# The Wild Thornberrys
The Wild Thornberrys is een Amerikaanse animatieserie uitgezonden door Nickelodeon. De serie bestaat uit 4 seizoenen met in totaal 91 afleveringen. In Amerika werd de serie van 1998 tot 2004 uitgezonden. In Nederland kwam het op Nederland 1 tijdens Alles Kits (bij de NCRV, onder de titel Expeditie Berenklauw) en later ook op Nickelodeon.
The Wild Thornberrys werd geproduceerd door Klasky Csupo. De serie wordt ook in nagesynchroniseerde vorm uitgezonden in vele landen.

## Verhaal
De serie draait om de familie Berenklauw (Thornberry in de Engelstalige versie). Deze familie reist met hun camper de hele wereld over om een natuurserie te maken.
Centraal in de serie staat Eline, de jongste dochter van de familie. Zij heeft tijdens een verblijf in Afrika van een sjamaan de gave gekregen om met dieren te praten. Ze gebruikt deze gave om overal waar de familie komt dieren te helpen met het oplossen van hun problemen, of om haar familie buiten hun weten een handje te helpen.

## Personages
Elizabeth "Eline" Berenklauw(Engels: Eliza) de hoofdpersoon uit de serie. Ze is de jongste dochter van Johan en Marianne Berenklauw. Ze heeft de bovennatuurlijke gave om met dieren te communiceren (in de aflevering "Gift of Gab" wordt getoond hoe ze hieraan komt). Ze draagt een bril en een beugel, en heeft een grote zoölogische kennis.
Deborah "Debbie" Berenklauwde oudste dochter van het gezin. Debbie is een typische tiener. Ze verlangt naar een gewoon stadsleven, maar het werk van haar ouders maakt dit onmogelijk. Ze is vaak chagrijnig. In de film "The Wild Thornberrys Movie" ontdekt ze Elines geheim, maar kan hier met niemand over spreken omdat ze volgens Eline dan in een baviaan zal veranderen.
Sir Johan Berenklauw(Nigel in de Engelstalige versie) de vader van het gezin, en presentator van een wereldberoemde natuurserie. Hij lijkt op een combinatie van Steve Irwin en David Attenborough. Hij raakt snel opgewonden van alles om hem heen, en negeert vaak het gevaar om mooie opnames te maken.
Marianne Hunter BerenklauwJohans vrouw en moeder van Eline en Debbie. Zij filmt de natuurserie van haar echtgenoot. Ze is vaak de stem van rede in de groep, en neemt doorgaans de grootste verantwoordelijkheden op zich.
Darwin Berenklauween chimpansee die ooit door de familie werd gevonden en sindsdien met hen meereist. Hij is goede vrienden met Eline. Hij draag altijd een wit-blauw T-shirt.
Donald Michael "Donnie" Berenklauween wild kind dat door de familie werd gevonden in een jungle. Hij is erg druk en kan niet praten. Lange tijd is zijn afkomst onduidelijk, maar in de televisiefilm "The Wild Thornberrys: The Origin of Donnie" wordt onthuld dat hij de zoon is van kennissen van de familie Berenklauw. Zijn ouders zijn door stropers vermoord, waarna Donnie een tijdje door orang-oetans werd opgevoed tot de familie hem vond.

## Stemmen
| Engels              | Stem                      | Nederlands          | Ned. Stem                        |
| ------------------- | ------------------------- | ------------------- | -------------------------------- |
| Eliza Thornberry    | Lacey Chabert             | Eline Berenklauw    | Angela Schijf & Melise de Winter |
| Debbie Thornberry   | Danielle Harris           | Debbie Berenklauw   | Smadar Katzin                    |
| Nigel Thornberry    | Tim Curry                 | Johan Berenklauw    | Filip Bolluyt                    |
| Marianne Thornberry | Jodi Carlisle             | Marianne Berenklauw | Wivineke van Groningen           |
| Darwin Thornberry   | Tom Kane                  | Darwin Berenklauw   | Reinder van der Naalt            |
| Donnie Thornberry   | Flea                      | Donnie Berenklauw   | Reinder van der Naalt            |
| Kip O'Donnell       | Keith Szarabajka          | Frederik Strik      | Fred Meijer                      |
| Neil Biederman      | Jerry Sroka/Michael Jeter | Elco Beekman        | Jeremy Baker                     |

## Films
- "The Wild Thornberrys: The Origin Of Donnie" (2001): een televisiefilm, die later werd opgesplitst in vier afleveringen voor het vierde seizoen.
- "The Wild Thornberrys Movie" (2002): de eerste bioscoopfilm.
- "Rugrats Go Wild" (2003): de tweede bioscoopfilm, een cross-over met de serie Rugrats.